# Кінен Айворі Веянс
Кінен Айворі Веянс (англ. Keenen Ivory Wayans) — американський режисер, сценарист та актор.

## Життєпис
Веянс народився у Гарлемі, Нью-Йорк і є сином Хавелла Стаутен Веянса, який працював менеджером супермаркету, та Ельвіри Алетії, яка була домогосподинею та соціальною працівницею. Його батьки були Свідками Єгови. Веянс відвідував Tuskegee University, де став членом братства Alpha Phi Alpha, першого міжвишівського студентського об'єднання Грецької абетки створеного для Афроамериканців. Тим не менш, він покинув навчання в останній рік, щоб стати комедійним актором.
Веянс є вегетаріанцем і прихильником групи права тварин PETA.

## Фільмографія
| Рік  | Назва (укр.)                      | Назва (англ.)                                                            | Режисер | Сценарист | Продюсер   |
| ---- | --------------------------------- | ------------------------------------------------------------------------ | ------- | --------- | ---------- |
| 1987 | «Едді Мерфі без купюр»            | Eddie Murphy: Raw                                                        | Ні      | Так       | Так        |
| 1987 | «Голлівудський розклад»           | Hollywood Shuffle                                                        | Ні      | Так       | Ні         |
| 1988 | «Я дістану тебе, покидьку»        | I'm Gonna Git You Sucka                                                  | Так     | Так       | Ні         |
| 1991 | «П'ять ударів серця»              | The Five Heartbeats                                                      | Ні      | Так       | Ні         |
| 1994 | «Зниклі мільйони»                 | A Low Down Dirty Shame                                                   | Так     | Так       | Ні         |
| 1996 | «Не погрожуй Південному Централу» | Don't Be a Menace to South Central While Drinking Your Juice in the Hood | Ні      | Ні        | Так        |
| 1997 | «Особливо небезпечний злочинець»  | Most Wanted                                                              | Ні      | Так       | виконавчий |
| 2000 | «Дуже страшне кіно»               | Scary Movie                                                              | Так     | Ні        | Ні         |
| 2001 | «Дуже страшне кіно 2»             | Scary Movie 2                                                            | Так     | Ні        | Ні         |
| 2004 | «Білі ціпоньки»                   | White Chicks                                                             | Так     | Ні        | Так        |
| 2006 | «Пустун»                          | Little Man                                                               | Так     | Так       | Так        |
| 2009 | «Танцювальний фільм»              | Dance Flick                                                              | Ні      | Так       | Так        |

### Актор
| Рік  |     | Українська назва                | Оригінальна назва                                                        | Роль                                         |
| ---- | --- | ------------------------------- | ------------------------------------------------------------------------ | -------------------------------------------- |
| 1983 | ф   | Зірка Плейбоя                   | Star 80                                                                  | комік                                        |
| 1986 | с   |                                 | Benson                                                                   | Кліт Гокінс (епізод "Summer of Discontent")  |
| 1987 | с   |                                 | A Different World                                                        | професор Лоуренс (епізод "War of the Words") |
| 1987 | ф   | Голлівудський розклад           | Hollywood Shuffle                                                        | Дональд / Джері Курл                         |
| 1988 | ф   | Я дістану тебе, ублюдок         | I'm Gonna Git You Sucka                                                  | Джек Спейд                                   |
| 1994 | ф   | Зниклі мільйони                 | A Low Down Dirty Shame                                                   | Шейм                                         |
| 1996 | ф   | Не погрожуй Південному Централу | Don't Be a Menace to South Central While Drinking Your Juice in the Hood | листоноша                                    |
| 1996 | ф   | Блискавичний                    | The Glimmer Man                                                          | Шейм                                         |
| 1997 | ф   | Особливо небезпечний злочинець  | Most Wanted                                                              | сержант Джеймс Данн                          |
| 2000 | ф   | Дуже страшне кіно               | Scary Movie                                                              | раб з реклами                                |
| 2001 | с   |                                 | My Wife and Kids                                                         | Кен Кайл (епізод "A Little Romance")         |
| 2009 | ф   | Танцювальний фільм              | Dance Flick                                                              | Томас Анклз                                  |
| 2009 | док |                                 | Why We Laugh: Black Comedians on Black Comedy                            | у ролі самого себе                           |
| 2013 | с   |                                 | Happily Divorced                                                         | Тоні (епізод "The Biggest Chill")            |
| 2014 | с   |                                 | Last Comic Standing                                                      | суддя (19 епізодів)                          |

## Виноски
1. ↑  SNAC — 2010.
2. ↑  Roglo — 1997. — 10000000 екз.
3. ↑  Johnson, Martin. Finding Your Roots: Shonda Rhimes, Maya Rudolph and Keenen Ivory Wayans Learn Shocking Facts About Their Families. The Root (амер.). G/O Media Inc. Процитовано 23 лютого 2022.
4. ↑  Keenen Ivory Wayans Biography (1958–)
5. ↑  Stein, Joel (11 вересня 2000). Marlon Wayans. Time. Архів оригіналу за 4 листопада 2007.
6. ↑  TV.com профіль[недоступне посилання]